# Telefonata oscena
Una telefonata oscena è una telefonata non richiesta in cui una persona usa un linguaggio volgare o sessuale per interagire con qualcuno che potrebbe essere conosciuto da loro o che potrebbe essere un perfetto estraneo. Fare telefonate oscene per eccitazione sessuale o altro piacere sessuale è noto come scatologia telefonica ed è considerato una forma di esibizionismo.

## Scatologia telefonica
Secondo il DSM-5, la scatologia telefonica non è considerabile come disturbo, ma come una preferenza sessuale non patologica (parafilia) nel caso in cui la persona non presenti disagio e/o compromissione di aree importanti. Affinché la scatologia telefonica possa essere considerata come un disturbo parafilico (categorizzato come un disturbo parafilico con altra specificazione) è necessaria la condizione per cui l'eccitazione sessuale ricorrente e intensa derivante da scatologia telefonica sia «stata presente per almeno 6 mesi e causa notevole disagio o compromissione del funzionamento in ambito sociale, lavorativo o in altre aree importanti». Termini psichiatrici correlati (come coprofonia) furono coniati in Australia, Stati Uniti e Germania; la maggior parte della letteratura pertinente è nordamericana. Dal punto di vista del destinatario delle chiamate, le chiamate oscene possono essere considerate una forma di molestia sessuale, stalking o entrambi.

## Legislazione
In alcuni stati degli Stati Uniti, fare telefonate oscene è un reato di Classe 1. Nel Regno Unito, le telefonate oscene sono punibili con una multa fino a 5000 £ o fino a sei mesi di carcere ai sensi del Criminal Justice and Public Order Act del 1994.
In genere, si consiglia ai destinatari riluttanti di telefonate oscene di riagganciare semplicemente su chiamanti osceni e quindi segnalare l'incidente alla compagnia telefonica o alla polizia. Anche quando il Caller ID non viene visualizzato, le chiamate vengono registrate dalla compagnia telefonica, questo permette comunque di poter scoprire il numero di telefono dell'autore del reato. Tuttavia, molte persone che effettuano regolarmente telefonate oscene usano telefoni pubblici o cellulari prepagati e, in questi casi, è necessaria un'indagine più approfondita. Anche la prevalenza della telefonia via Internet e le sofisticate operazioni internazionali hanno ostacolato le indagini sulle telefonate fastidiose.

## Diffusione del fenomeno
La fascia demografica che più comunemente commette telefonate oscene va dai 12 ai 16 anni, con una media di 14 anni. Spesso sono disadattati dal punto di vista emotivo o comportamentale e hanno mostrato precedenti segni di abuso sessuale, oltre ad aver già commesso abusi sessuali. Coloro che fanno chiamate oscene sono spesso maschi, si sentono inadeguati, hanno sentimenti di isolamento, hanno difficoltà a formare relazioni e considerano le telefonate oscene l'unico modo per esprimersi sessualmente.